# آنی لاری گیلور
آنی لاری گیلور (به انگلیسی: Annie Laurie Gaylor) (متولد ۲ نوامبر ۱۹۵۵) از بنیانگذاران بنیاد رهایی از دین است. وی به همراه همسر خود دن بارکر ریاست این سازمان را بر عهده دارد. او همچنین سردبیر روزنامه اندیشه آزاد امروز است. او خود را لیبرال و فمینیست می‌داند و کتاب‌هایی در این زمینه‌ها نوشته‌است. برنامه رادیویی هفتگی یک‌ساعته رادیو آزادی اندیشه به میزبانی گیلور و بارکر از ۶ اکتبر ۲۰۰۷ در ایر آمریکا پخش می‌شود.

## کتاب‌ها
- Gaylor, Annie Laurie (1981). Woe to the women, the Bible tells me so: The Bible, female sexuality & the law. Freedom From Religion Foundation. ISBN 1-877733-02-4.
- Gaylor, Annie Laurie (1986). It can't happen here?. Complimentary Copy Press. ASIN B0007259PM.
- Gaylor, Annie Laurie (1987). Two reviews: Encyclopedia of unbelief. Complimentary Copy Press. ASIN B000729OJY.
- Gaylor, Annie Laurie (1988). Betrayal of trust: Clergy's abuse of children. Freedom From Religion Foundation. ASIN B0006ER83W.
- Gaylor, Annie Laurie (Editor) (1997). Women Without Superstition: "No Gods--No Masters". Freedom From Religion Foundation. ASIN B000V8LIOS.